# Чванкин, Николай Григорьевич
Николай Григорьевич Чванкин (30 ноября (13 декабря) 1901, Синьково, Дмитровский уезд — 8 марта 1952, Ярославль) — советский педагог, директор, ректор Ярославского государственного педагогического института им. К. Д. Ушинского и других институтов.

## Биография
Родился 30 ноября (13 декабря) 1901 года селе Синькове Дмитровского уезда Московской губернии в семье крестьян Григория Фёдоровича и Антонины Петровны Чванкиных, крещён на следующий день.
В 1912 г. окончил сельскую школу в Синькове, далее поступил в Московское реальное училище, где проучился до 1918 г. В 1919 г. окончил московскую среднюю школу II ступени.
Был директором Дмитровской школы 9-летки, а также ректором Тверского государственного университета Калининского государственного педагогического института имени М. И. Калинина, Балашовского учительского института и ЯГПУ им. Ушинского.
Родители работали учителями начальной школы.
Жена Чванкина — Чванкина Мария Алексеевна, она вела образовательную деятельность, сын — Чванкин Николай Николаевич, был преподавателем историко-филологического факультета, дочь Елена, работала врачом-гинекологом.

### Педагогическая деятельность

#### Начало преподавательской деятельности
В сентябре поступил работать учителем школы 1-й ступени в с. Куликово Дмитровского района Московской области. В мае 1920 г был призван в Красную Армию, где и находился до февраля 1923 г. в должности красноармейца-библиотекаря при Высшей артиллерийской школе комсоства в г. Луга Петроградской губернии.
С 1923 г. по 1924 г. работал преподавателем общеобразовательных предметов в Дмитровской уездной совпартшколе. С сентября 1924 г. вел обществоведение в Дмитровской школе 9-летке, в январе 1930 г. был назначен директором этой школой. В сентябре 1926 г. — сентябре 1927 г. он преподавал обществоведение на специальных курсах в Дмитрове.

#### Преподавание в вузах
В сентябре 1931 г. поступил в Московский историко-философский институт (философский факультет). Он совмещал учёбу и работу ассистентом кафедры философии. Он самостоятельно читал курс диалектического материализма (1932—1934) в Московском инженерно-строительном институте, а в 1933—1934 гг. и в Московском инженерно-экономическом институте.
Н. Г. Чванкин окончил институт в июле 1934 г., получив специальность преподавателя диалектического материализма. После был назначен в Калининский педагогический институт (1934) ассистентом. После стал доцентом кафедры философии (в дальнейшем — кафедры марксизма-ленинизма). Также вел курс по проблемам современной западной философии и руководил философским кружком института.
1936—1937 гг. он был директором Калининской областной педагогической лаборатории. С августа 1937 г. — инструктор отдела школ Калининского обкома ВКП(б); но от этой должности он отказался в 1938 г. из-за состояния здоровья после тяжёлой четырёхмесячной болезни.
5 февраля 1938 Николай Григорьевич назначается директором Калининского педагогического института.
В августе 1938 г. Н. Г. Чванкин стал деканом исторического факультета КГПИ.
Весной 1941 г. Н. Г. Чванкин дописал свою диссертацию; но защита была отложена в связи с начавшейся войной. Рукопись в виде брошюры «Интуитивная философия Бергсона» была принята к печати в «Учёных записках Калининского государственного педагогического института», но при эвакуации она была утрачена.
В октябре 1941 г. в связи с подходом немецко-фашистских войск к Калинину все учреждения были эвакуированы из города. В ноябре 1941 г. Н. Г. Чванкин стал директором Балашовского учительского института (Саратовская область).

### Деятельность в ЯГПУ
В октябре 1944 г. он был переведён на должность директора Ярославского государственного педагогического института имени К. Д. Ушинского. Николай Григорьевич решил острые кадровые вопросы, искал способы усовершенствовать учебный процесс и процесс педагогической практики студентов в школах. Николаю Григорьевичу удалось найти возможность для оплаты научных командировок, материально поддерживать аспирантов. При нём основываются новые кафедры: диалектологический, методики естествознания, логики и психологии, политической экономии, педагогики.
В 1947 г. в институте появился факультет физического воспитания, а через четыре года — естественно-географический и историко-филологический.
Уже к 1946-му году в институте насчитывалось около 20-ти студенческих научных кружков. Через три года кружки были преобразованы в студенческое научное общество. Н. Г. Чванкин был сведущ в вопросах учебной, научной и административно-хозяйственной жизни высшей школы.

### Партийная карьера
В сентябре 1927—1928 гг. являлся пропагандистом Дмитровского укома ВКП(б), а с сентября 1928 г. по октябрь 1929 г. — инструктором партийно-просветительного отдела укома.
В 1940 г. Н. Г. Чванкин был избран кандидатом в члены ВКП(б), членом ревизионной комиссии Калининского горкома ВКП(б).
В 1944 был избран членом Балашовского горкома ВКП(б). Далее он избирался членом Ярославского горкома ВКП(б) и Кировского райкома ВКП(б) г. Ярославля, депутатом Ярославского горсовета и Кировского райсовета г. Ярославля.

### Последние годы
В мае 1946 г. «за отличную организацию и высокое качество подготовки кадров народного образования» Николай Григорьевич был награждён знаком «Отличник народного просвещения». Он был представлен к ордену «Знак почёта», но не успел получить заслуженную награду. 8 марта 1952 года, не дожив до пятидесяти одного года, Н. Г. Чванкин скончался в Ярославле.